# Lysurus cruciatus
Lysurus cruciatus, auch als „Fingerpilz“ bekannt, ist eine Pilzart aus der Familie der Stinkmorchelverwandten (Phallaceae) und gehört zur Gattung Lysurus.

## Merkmale
Aus einem bis zu 4 cm großen Hexenei entwickelt sich ein poröses, weißes bis cremefarbenes Receptaculum, welches von 5 bis 7 kurzen Armen gekrönt wird. Diese werden vom Stiel durch eine ringförmige, schwach entwickelte Leiste abgegrenzt. Die Arme sind auf der Innenseite querrunzelig und werden auf der Außenseite von einer Längsfurche durchzogen. Ihre Farbe wird unterschiedlich beschrieben: Sie reicht von weißlich und gelbbräunlich bis orange. Anfangs sind die Arme zu einer kegelförmigen Spitze zusammengeschlossen und spreizen sich nach Abfließen der bräunlichen, übelriechenden Gleba auseinander. Genau wie bei Clathrus archeri (und anderen Vertretern der  Stinkmorchelartigen) werden die Sporen von Insekten (vor allem von Aasfliegen) verbreitet, die die Gleba fressen.

## Verbreitung
Lysurus cruciatus war ursprünglich in Südamerika, Südafrika und Australien  beheimatet. Darüber hinaus konnte die Art auch in den Vereinigten Staaten (vor allem in Kalifornien) nachgewiesen werden, wo sie wahrscheinlich eingeführt wurde. Auch in Westasien und Europa (England, Niederlande, Portugal und Schweden) wurde Lysurus cruciatus höchstwahrscheinlich eingeführt. In Deutschland wurde Lysurus cruciatus bisher nur in Ludwigslust, Leipzig-Paunsdorf, Luckau und in Schulzenhof bei Gransee gefunden. Im Gegensatz zu anderen Neomyceten, wie Clathrus archeri, konnte sich die Art in Deutschland bisher jedoch nicht etablieren und ist ein seltener Exot geblieben.

## Ökologie
Bei Lysurus cruciatus handelt es sich um einen Saprobionten, der einzeln oder in Gruppen am Boden, auf Grasflächen, in Gärten, auf Totholz und auf Heuballen wächst.

## Bedeutung
Lysurus cruciatus gilt als ungenießbar.  

## Nachweise
- http://www.naturforschung.info/NGN%202005%20PDF/13a%20Tintenfischpilz2005-14.pdf
- http://www.mycobank.org/MycoTaxo.aspx?Link=T&Rec=100531
- http://www.mushroomexpert.com/lysurus_cruciatus.html